# Käringen (Kökar, Åland)
Käringen är skär i Åland (Finland). De ligger i Skärgårdshavet eller Norra Östersjön och i kommunen Kökar i landskapet Åland, i den sydvästra delen av landet. Öarna ligger omkring 76 kilometer sydöst om Mariehamn och omkring 220 kilometer väster om Helsingfors. 
Arean för den av öarna koordinaterna pekar på är 1 hektar och dess största längd är 150 meter i öst-västlig riktning. Trakten är glest befolkad. Det finns inga samhällen i närheten.